# Associazione Sportiva Roma 1935-1936
Questa voce raccoglie le informazioni riguardanti l'Associazione Sportiva Roma nelle competizioni ufficiali della stagione 1935-1936.

## Stagione
La campagna acquisti porta in giallorosso i due terzini della Nazionale: Eraldo Monzeglio dal Bologna e Luigi Allemandi dall'Ambrosiana. Ma a due giorni dall'inizio del campionato, il 20 settembre 1935, i tre italo-argentini della Roma (Stagnaro, Scopelli e Guaita) decidono di fuggire dall'Italia temendo un'imminente chiamata alle armi da parte dell'esercito italiano. La società si trova nei guai e, in attesa dell'arrivo di un centravanti in grado di sostituire Guaita, inizia il campionato schierando come punta nientemeno che un difensore: Andrea Gadaldi. La scelta naturalmente non si rivela molto felice, cosicché Barbesino decide di lanciare in prima squadra un giovane attaccante proveniente dalla primavera, Dante Di Benedetti, il quale si rivela una vera e propria sorpresa grazie ai suoi gol (sette in tredici partite giocate). La Roma arriva seconda sfiorando lo scudetto di un solo punto.

## Divise
La divisa primaria della Roma è costituita da maglia rossa con collo a V giallo e bordo manica giallo, pantaloncini bianchi e calzettoni neri con banda giallorossa orizzontale; la seconda divisa presenta una maglia bianca, pantaloncini bianchi e calzettoni neri, questi con una banda giallorossa orizzontale. Nelle partite casalinghe viene usata anche una divisa completamente nera con maglia con colletto a polo, in onore del governo fascista.  I portieri hanno due divise: la prima costituita da maglia nera, colletto a polo e bordo manica giallorosso, la seconda grigia con colletto a polo; calzettoni e calzoncini sono neri, questi ultimi con bande giallorosse orizzontali.
| Casa | Casa (alternativa) | Trasferta | 1ª div. portiere | 2ª div. portiere |

## Organigramma societario
Di seguito l'organigramma societario.
Area direttiva
- Presidente: Antonio Scialoja

Area tecnica
- Allenatore: Luigi Barbesino

## Rosa
Di seguito la rosa.
| N. |                      | Ruolo | Calciatore          |
| -- | -------------------- | ----- | ------------------- |
|    | Italia (bandiera)    | P     | Guido Masetti       |
|    | Italia (bandiera)    | P     | Giovanni Zucca      |
|    | Italia (bandiera)    | D     | Luigi Allemandi     |
|    | Argentina (bandiera) | D     | Roberto Allemandi   |
|    | Italia (bandiera)    | D     | Giorgio Carpi       |
|    | Italia (bandiera)    | D     | Nazzareno Celestini |
|    | Italia (bandiera)    | D     | Andrea Gadaldi      |
|    | Italia (bandiera)    | D     | Alfredo Marini      |
|    | Italia (bandiera)    | D     | Eraldo Monzeglio    |
|    | Italia (bandiera)    | C     | Fulvio Bernardini   |
|    | Italia (bandiera)    | C     | Renato Cattaneo     |
|    | Italia (bandiera)    | C     | Ugo Cerroni         |
|    | Italia (bandiera)    | C     | Evaristo Frisoni    |
|    | Italia (bandiera)    | C     | Antonio Fusco       |

| N. |                   | Ruolo | Calciatore         |
| -- | ----------------- | ----- | ------------------ |
|    | Italia (bandiera) | C     | Armando Preti      |
|    | Italia (bandiera) | C     | Franco Scaramelli  |
|    | Italia (bandiera) | C     | Andrés Stagnaro    |
|    | Italia (bandiera) | C     | Alejandro Scopelli |
|    | Italia (bandiera) | C     | Ernesto Tomasi     |
|    | Italia (bandiera) | C     | Otello Trombetta   |
|    | Italia (bandiera) | C     | Giacomo Valentini  |
|    | Italia (bandiera) | A     | Dante Di Benedetti |
|    | Italia (bandiera) | A     | Domenico D'Alberto |
|    | Italia (bandiera) | A     | Enrique Guaita     |
|    | Italia (bandiera) | A     | Mario Marchegiani  |
|    | Italia (bandiera) | A     | Pietro Pastore     |
|    | Italia (bandiera) | A     | Otello Subinaghi   |

## Calciomercato
Di seguito il calciomercato.
| Acquisti | Acquisti           | Acquisti         | Acquisti   |
| R.       | Nome               | da               | Modalità   |
| -------- | ------------------ | ---------------- | ---------- |
| D        | Luigi Allemandi    | Ambrosiana-Inter | definitivo |
| D        | Giorgio Carpi      | -                | svincolato |
| D        | Eraldo Monzeglio   | Bologna          | definitivo |
| C        | Renato Cattaneo    | Alessandria      | definitivo |
| C        | Ugo Cerroni        | Alba Roma        | definitivo |
| C        | Armando Preti      | Pisa             | definitivo |
| C        | Otello Trombetta   | Savoia Roma      | definitivo |
| C        | Giacomo Valentini  | Montepaschi Roma | definitivo |
| A        | Dante Di Benedetti | Rhodense         | definitivo |
| A        | Domenico D'Alberto | Cagliari         | definitivo |
| A        | Pietro Pastore     | Perugia          | definitivo |
| A        | Otello Subinaghi   | Cagliari         | definitivo |

| Cessioni | Cessioni            | Cessioni        | Cessioni           |
| R.       | Nome                | a               | Modalità           |
| -------- | ------------------- | --------------- | ------------------ |
| D        | Renato Bodini       | Sampierdarenese | definitivo         |
| D        | Giulio Liberati     | Grion Pola      | definitivo         |
| C        | Balilla Lombardi    | Pistoiese       | definitivo         |
| C        | Paolo Patrucchi     |                 | fine carriera      |
| A        | Fernando Belladonna | Cosenza         | definitivo         |
| A        | Raffaele Costantino | Bari            | definitivo         |
| A        | Fernando Eusebio    | Pistoiese       | definitivo         |
| C        | Alejandro Scopelli  | -               | fuggito all'estero |
| C        | Andrés Stagnaro     | -               | fuggito all'estero |
| A        | Enrique Guaita      | -               | fuggito all'estero |

## Risultati

### Serie A

#### Girone di andata
| Arbitro: | Scorzoni (Bologna) |

|               |           |  |
| D'Alberto 41’ | Marcatori |  |

| Arbitro: | Bonivento (Venezia) |

|                           |           |               |
| Scategni 42’ Evaristo 70’ | Marcatori | 35’ Subinaghi |

| Arbitro: | Barlassina (Novara) |

|             |           |  |
| Gadaldi 10’ | Marcatori |  |

| Arbitro: | Bevilacqua (Viareggio) |

|  |           |              |
|  | Marcatori | 89’ Cattaneo |

| Roma 20 ottobre 1935, ore 15:00 CEST 5ª giornata | Roma          | 0 – 0 referto | Ambrosiana-Inter | Campo Testaccio\| Arbitro: \| Scarpi (Dolo) \| |
| Arbitro:                                         | Scarpi (Dolo) |               |                  |                                                |

| Arbitro: | Turbiani (Ferrara) |

|  |           |               |
|  | Marcatori | 34’ Valentini |

| Arbitro: | Mattea (Torino) |

|  |           |            |
|  | Marcatori | 34’ Gringa |

| Arbitro: | Scarpi (Dolo) |

|                         |           |  |
| Sansone 57’ Fedullo 78’ | Marcatori |  |

| Milano 1º dicembre 1935, ore 14:30 CET 9ª giornata | Milan            | 0 – 0 referto | Roma | Campo San Siro\| Arbitro: \| Gonani (Ravenna) \| |
| Arbitro:                                           | Gonani (Ravenna) |               |      |                                                  |

| Arbitro: | Scorzoni (Bologna) |

|               |           |           |
| D'Alberto 71’ | Marcatori | 57’ Cason |

| Arbitro: | Caironi (Milano) |

|  |           |                                   |
|  | Marcatori | 55’ (rig.) Bernardini 59’ Pastore |

| Arbitro: | Mazza (Torre del Greco) |

|              |           |  |
| Trombetta 3’ | Marcatori |  |

| Trieste 29 dicembre 1935, ore 14:30 CET 13ª giornata | Triestina          | 0 – 0 referto | Roma | Stadio del Littorio\| Arbitro: \| Pizziolo (Firenze) \| |
| Arbitro:                                             | Pizziolo (Firenze) |               |      |                                                         |

| Arbitro: | Scarpi (Dolo) |

|              |           |  |
| Riccardi 53’ | Marcatori |  |

| Arbitro: | Gianelli (Genova) |

|  |           |            |
|  | Marcatori | 7’ Palumbo |

#### Girone di ritorno
| Arbitro: | Turbiani (Ferrara) |

|       |           |  |
| Bo 6’ | Marcatori |  |

| Roma 2 febbraio 1936, ore 14:30 CET 17ª giornata | Roma             | 0 – 0 referto | Genova 1893 | Campo Testaccio\| Arbitro: \| Caironi (Milano) \| |
| Arbitro:                                         | Caironi (Milano) |               |             |                                                   |

| Arbitro: | Bertolio (Torino) |

|              |           |                            |
| Venditto 22’ | Marcatori | 5’ Di Benedetti 23’ Tomasi |

| Arbitro: | Ciamberlini (Genova) |

|              |           |  |
| Cattaneo 82’ | Marcatori |  |

| Arbitro: | Scotto (Savona) |

|                                                       |           |                  |
| De Vincenzi 24’, 56’ Ferrari 62’ Porta 72’ Meazza 74’ | Marcatori | 71’ Di Benedetti |

| Arbitro: | Bevilacqua (Viareggio) |

|                         |           |  |
| Subinaghi 23’, 78’, 83’ | Marcatori |  |

| Arbitro: | Turbiani (Ferrara) |

|               |           |                             |
| Perazzolo 88’ | Marcatori | 32’ Cattaneo 48’ Scaramelli |

| Arbitro: | Scotto (Savona) |

|              |           |  |
| Cattaneo 87’ | Marcatori |  |

| Roma 22 marzo 1936, ore 15:0 CET 24ª giornata | Roma              | 0 – 0 referto | Milan | Campo Testaccio\| Arbitro: \| Gianelli (Genova) \| |
| Arbitro:                                      | Gianelli (Genova) |               |       |                                                    |

| Arbitro: | Scotto (Savona) |

|             |           |                                   |
| Gabetto 27’ | Marcatori | 3’ Cattaneo 12’, 73’ Di Benedetti |

| Arbitro: | Turbiani (Ferrara) |

|                         |           |  |
| Tomasi 8’ Subinaghi 66’ | Marcatori |  |

| Arbitro: | Ciamberlini (Genova) |

|            |           |            |
| Boltri 14’ | Marcatori | 35’ Tomasi |

| Arbitro: | Gonani (Ravenna) |

|                  |           |  |
| Di Benedetti 90’ | Marcatori |  |

| Arbitro: | Ciamberlini (Genova) |

|                                    |           |           |
| Di Benedetti 37’, 71’ Cattaneo 90’ | Marcatori | 90’ Croce |

| Arbitro: | Saracini (Ancona) |

|              |           |                                  |
| Carnevali 9’ | Marcatori | 62’ Subinaghi 65’, 80’ D'Alberto |

### Coppa Italia

#### Fase a eliminazione diretta
| Arbitro: | Bevilacqua (Viareggio) |

|  |           |                                              |
|  | Marcatori | 21’ Gadaldi 25’ Trombetta 77’, 88’ Subinaghi |

| Arbitro: | Mattea (Torino) |

|                        |           |             |
| Piola 35’ Camolese 38’ | Marcatori | 68’ Gadaldi |

### Coppa dell'Europa Centrale

#### Fase a eliminazione diretta
| Arbitro: | Frankestein |

|                                |           |            |
| Scopelli 24’, 72’ Cattaneo 29’ | Marcatori | 43’ Sárosi |

| Arbitro: | Pfutzner |

|                                                                                   |           |  |
| Sárosi 23’ (rig.), 30’, 38’ (rig.), 62’ (rig.) Toldi 57’ Kemény 76’, 79’ Kiss 89’ | Marcatori |  |

## Statistiche

### Statistiche di squadra
Di seguito le statistiche di squadra.
| Competizione  | Punti | In casa | In casa | In casa | In casa | In casa | In casa | In trasferta | In trasferta | In trasferta | In trasferta | In trasferta | In trasferta | Totale | Totale | Totale | Totale | Totale | Totale | DR  |
| Competizione  | Punti | G       | V       | N       | P       | Gf      | Gs      | G            | V            | N            | P            | Gf           | Gs           | G      | V      | N      | P      | Gf     | Gs     | DR  |
| ------------- | ----- | ------- | ------- | ------- | ------- | ------- | ------- | ------------ | ------------ | ------------ | ------------ | ------------ | ------------ | ------ | ------ | ------ | ------ | ------ | ------ | --- |
| Serie A       | 39    | 15      | 9       | 4       | 2       | 15      | 4       | 15           | 7            | 3            | 5            | 17           | 16           | 30     | 16     | 7      | 7      | 32     | 20     | +12 |
| Coppa Italia  |       | 0       | 0       | 0       | 0       | 0       | 0       | 2            | 1            | 0            | 1            | 5            | 2            | 2      | 1      | 0      | 1      | 5      | 2      | +3  |
| Coppa Mitropa |       | 1       | 1       | 0       | 0       | 3       | 1       | 1            | 0            | 0            | 1            | 0            | 8            | 2      | 1      | 0      | 1      | 3      | 9      | -6  |
| Totale        |       | 16      | 10      | 4       | 2       | 18      | 5       | 18           | 8            | 3            | 7            | 22           | 26           | 34     | 18     | 7      | 9      | 40     | 31     | +9  |

### Andamento in campionato
| Giornata  | 1 | 2 | 3 | 4 | 5 | 6 | 7 | 8 | 9 | 10 | 11 | 12 | 13 | 14 | 15 | 16 | 17 | 18 | 19 | 20 | 21 | 22 | 23 | 24 | 25 | 26 | 27 | 28 | 29 | 30 |
| --------- | - | - | - | - | - | - | - | - | - | -- | -- | -- | -- | -- | -- | -- | -- | -- | -- | -- | -- | -- | -- | -- | -- | -- | -- | -- | -- | -- |
| Luogo     | C | T | C | T | C | T | C | T | T | C  | T  | C  | T  | T  | C  | T  | C  | T  | C  | T  | C  | T  | C  | C  | T  | C  | T  | C  | C  | T  |
| Risultato | V | P | V | V | N | V | P | P | N | N  | V  | V  | N  | P  | P  | P  | N  | V  | V  | P  | V  | V  | V  | N  | V  | V  | N  | V  | V  | V  |
| Posizione | 1 | 6 | 4 | 3 | 2 | 2 | 3 | 4 | 5 | 5  | 4  | 4  | 4  | 4  | 4  | 7  | 6  | 5  | 4  | 5  | 4  | 4  | 4  | 4  | 3  | 3  | 3  | 2  | 2  | 2  |

Legenda:

Luogo: C = Casa; T = Trasferta. Risultato: V = Vittoria; N = Pareggio; P = Sconfitta.

### Statistiche dei giocatori
Desunte dalle edizioni cartacee dei giornali dell'epoca.
| Giocatore       | Serie A  | Serie A | Coppa Italia | Coppa Italia | Coppa Mitropa | Coppa Mitropa | Totale   | Totale |
| Giocatore       | Presenze | Reti    | Presenze     | Reti         | Presenze      | Reti          | Presenze | Reti   |
| --------------- | -------- | ------- | ------------ | ------------ | ------------- | ------------- | -------- | ------ |
| G. Masetti      | 30       | -20     | 2            | -2           | 2             | -9            | 34       | -31    |
| G. Zucca        | 0        | -0      | 0            | -0           | 0             | -0            | 0        | -0     |
| L. Allemandi    | 27       | 0       | 2            | 0            | 0             | 0             | 29       | 0      |
| R. Allemandi    | 0        | 0       | 0            | 0            | 0             | 0             | 0        | 0      |
| G. Carpi        | 2        | 0       | 0            | 0            | 0             | 0             | 2        | 0      |
| N. Celestini    | 0        | 0       | 0            | 0            | 0             | 0             | 0        | 0      |
| A. Gadaldi      | 21       | 1       | 2            | 2            | 2             | 0             | 25       | 3      |
| A. Marini       | 1        | 0       | 0            | 0            | 0             | 0             | 1        | 0      |
| E. Monzeglio    | 30       | 0       | 2            | 0            | 2             | 0             | 34       | 0      |
| F. Bernardini   | 30       | 1       | 2            | 0            | 2             | 0             | 34       | 1      |
| R. Cattaneo     | 28       | 6       | 2            | 0            | 2             | 1             | 32       | 7      |
| U. Cerroni      | 10       | 0       | 0            | 0            | 0             | 0             | 10       | 0      |
| E. Frisoni (II) | 28       | 0       | 2            | 0            | 2             | 0             | 32       | 0      |
| A. Fusco        | 13       | 0       | 2            | 0            | 2             | 0             | 17       | 0      |
| A. Preti        | 1        | 0       | 0            | 0            | 0             | 0             | 1        | 0      |
| F. Scaramelli   | 18       | 1       | 1            | 0            | 2             | 0             | 21       | 1      |
| A. Scopelli     | 0        | 0       | 0            | 0            | 2             | 2             | 2        | 2      |
| A. Stagnaro     | 0        | 0       | 0            | 0            | 0             | 0             | 0        | 0      |
| E. Tomasi       | 26       | 3       | 1            | 0            | 2             | 0             | 29       | 3      |
| O. Trombetta    | 4        | 1       | 2            | 1            | 0             | 0             | 6        | 2      |
| G. Valentini    | 6        | 1       | 1            | 0            | 0             | 0             | 7        | 1      |
| D. Di Benedetti | 13       | 7       | 0            | 0            | 0             | 0             | 13       | 7      |
| D. D'Alberto    | 17       | 4       | 0            | 0            | 0             | 0             | 17       | 4      |
| E. Guaita       | 0        | 0       | 0            | 0            | 2             | 0             | 2        | 0      |
| M. Marchegiani  | 0        | 0       | 0            | 0            | 0             | 0             | 0        | 0      |
| P. Pastore      | 4        | 1       | 0            | 0            | 0             | 0             | 4        | 1      |
| O. Subinaghi    | 21       | 6       | 1            | 2            | 0             | 0             | 22       | 8      |

### Videografia
- Manuela Romano (a cura di), La storia della A.S. Roma (10 DVD-Video), Corriere dello Sport, Rai Trade, 2006.